# Lucien Cannon
Pour l’article homonyme, voir Cannon.
Lucien Cannon, né le 16 janvier 1887 à Arthabaska dans la région du Centre-du-Québec, et mort le 14 février 1950, est un avocat et homme politique fédéral et provincial du Québec.

## Biographie
Lucien Cannon est né 16 janvier 1887 à Arthabaska, il est le fils de Lawrence John Cannon.
Il étudie le droit à l'Université Laval et est nommé au Barreau du Québec en 1910.
Élu député du Parti libéral du Québec dans la circonscription provinciale de Dorchester lors d'une élection partielle en 1913, il est réélu en 1916. Il démissionna en 1917 pour se présenter sur la scène fédérale.
Élu député des Libéraux de Laurier dans la circonscription fédérale de Dorchester en 1917, il a été précédemment défait dans la même circonscription lors de l'élection partielle de 1917 et dans Charlevoix en 1911 par le conservateur Rodolphe Forget. Réélu député du Parti libéral en 1921, 1925, 1926 et lors de l'élection partielle de 1926, il est défait en 1930. Il servit comme Solliciteur général du Canada de 1925 à 1930. Il revint en politique en 1935 dans la circonscription de Portneuf, mais démissionne en 1936 pour accepter un poste de juge à la Cour supérieure du Québec.